# Jade Hopper
Jade Hopper (Melbourne, 13 juli 1991) is een voormalig tennisspeelster uit Australië.
Ze begon op vierjarige leeftijd met tennis, en speelde op achtjarige leeftijd haar eerste toernooien. Haar favoriete ondergrond is hardcourt. Zij speelt rechtshandig en heeft een tweehandige backhand. Zij was actief in het proftennis van 2008 tot en met 2011.
Ze werd gecoacht door haar vader Gavin Hopper, die ook de zus van Jade, Skye Hopper, traint. Gavin Hopper zat twee jaar in de gevangenis vanwege een zedenincident op de school waar hij werkt, en heeft zijn dochter toen per telefoon en brief vanuit zijn cel gecoacht. In deze tijd heeft Jade Hopper nog drie maanden in South Carolina bij Fritz Nau getraind, die met de familie Hopper bevriend is.
In 2001 maakte de omroep ABC een documentaire over haar, omdat zij op dat moment de beste twaalfjarige tennisspeelster van de wereld was. Haar vader was trainer van onder andere Monica Seles, waardoor ze opgroeide rond grote tennisspeelsters.
Tijdens haar eerste jaar in het internationale tennis kwam ze echter tot het inzicht dat het vele reizen dat bij internationaal tennis hoort, niet echt ideaal is, en dat je niet je hele leven lang topspeelster kunt zijn. Daarom besloot ze een rechtenstudie te gaan volgen.
Om haar studie met tennis te combineren, volgde ze afstandsonderwijs aan de University of Southern Queensland.
Momenteel is zij assistent-toernooidirecteur van het WTA-toernooi van Istanbul.

## Posities op deWTA-ranglijst
Positie per einde seizoen:
| jaartal | ranking enkelspel | ranking dubbelspel |
| ------- | ----------------- | ------------------ |
| 2011    | 1006              | 326                |
| 2010    | 481               | 238                |
| 2009    | 902               | 560                |
| 2008    | 1006              | 657                |

## Prestatietabel grandslamtoernooien
| Legenda | Legenda                          |
| ------- | -------------------------------- |
| g.t.    | geen toernooi gehouden           |
| l.c.    | lagere categorie                 |
| –       | niet deelgenomen                 |
| G       | uitgeschakeld in de groepsfase   |
| 1R      | uitgeschakeld in de eerste ronde |
| 2R      | uitgeschakeld in de tweede ronde |
| 3R      | uitgeschakeld in de derde ronde  |
| 4R      | uitgeschakeld in de vierde ronde |
| KF      | uitgeschakeld in de kwartfinale  |
| HF      | uitgeschakeld in de halve finale |
| F       | de finale verloren               |
| W       | het toernooi gewonnen            |
| w-v     | winst/verlies-balans             |

### Vrouwendubbelspel
| Toernooi        | 2011 |
| --------------- | ---- |
| Australian Open | 1R   |
| Roland Garros   | –    |
| Wimbledon       | –    |
| US Open         | –    |